# Enric Bayon i Sebastià
Enric Bayon i Sebastià (Barcelona, Sant Martí de Provençals, 29 de novembre de 1890 - Barcelona, 11 de novembre de 1936), fou un sacerdot català.
Als 11 anys entrà al Seminari Menor del Seminari Conciliar de Barcelona, i als 16 ingressà a la Congregació dels Pares Missioners del Cor de Maria. Després d'una etapa de malaltia, el 1912 torna al Seminari per a completar els estudis de Filosofia. El 15 de gener de 1913 obté el títol de Batxiller a l'Institut de Figueres. El 24 de juny de 1918 celebrà la seva primera missa a la Parròquia Major de Santa Anna.
Va destacar per la seva qualitat intel·lectual. Entre d'altres, el 5 de febrer de 1923 es llicencià en Filosofia i Lletres, i el 7 de maig d'aquell mateix any s'hi doctorà. A finals d'aquell mateix any, concretament el 17 d'octubre, fou nomental auxiliar interí per a l'ensenyament de Llengües i Literatura Clàssiques a facultat de Filosofia i Lletres de la Universitat de Barcelona.
Pel que fa als estudis eclesiàstics, el 29 d'octubre de 1931 es doctorà en Teologia pel Col·legi Teològic de la Universitat Romana. En l'àmbit civil, el 26 de maig de 1932 obtingué el títól de Mestre Nacional de Primera Ensenyança. Al Seminari fou professor de Grec i Hebreu.
L'11 de novembre de 1936 fou detingut al carrer Mallorca de la ciutat de Barcelona, i ja res més es va saber d'ell.